# Адальберт, Макс
Макс Адальберт (нем. Max Adalbert, настоящее имя Максимилиан Адальберт Крампф (Maximilian Adalbert Krampf); 19 февраля 1874, Данциг — 7 сентября 1933, Мюнхен) — немецкий актёр театра и кино, преимущественно комического плана. Снялся в более чем сорока лентах немого и звукового кино, выступал в кабаре.

## Биография
Макс Крампф родился в семье прусского офицера. Его дебют на сцене состоялся в Любеке в возрасте 19 лет. В 1894 году был приглашён в городской театр Бармена, также впоследствии служил в театрах Санкт-Галлена, Нюрнберга и Вены.
В 1899 году Макс Адальберт поступил на службу в берлинский Резиденцтеатр. Получил впоследствии известность благодаря ролям, исполненным на сценах берлинского Малого театра и Немецкого художественного театра. В декабре 1924 года вместе с другими артистами основал «Кабаре комиков». 30 мая 1931 года впервые выступил в заглавной роли в постановке пьесы Цукмайера «Капитан из Кёпеника» на сцене Немецкого театра.
Адальберт работал в немом кино с 1915 года, но обрёл популярность как киноактёр только с появлением звукового кино благодаря своему берлинскому диалекту. В 1931 году снялся в главной роли в экранизации «Капитана из Кёпеника».
Макс Адальберт умер во время гастролей в Мюнхене от последствий пневмонии. Похоронен на Юго-Западном кладбище в Штансдорфе под Берлином.

## Фильмография
- 1915: Wie werde ich Amanda los?
- 1919: König Nicolo
- 1919: Die Verführten
- 1919: Liebe, Haß und Geld
- 1920: Das Haus zum Mond
- 1921 — Усталая Смерть / Der müde Tod
- 1921 — Индийская гробница  / Das indische Grabmal, 2 Teile
- 1922 — Доктор Мабузе, игрок / Dr. Mabuse, der Spieler
- 1922: Die Flamme
- 1925: Vorderhaus und Hinterhaus
- 1930: Das gestohlene Gesicht
- 1930: Drei Tage Mittelarrest
- 1930: Hans in allen Gassen
- 1931: Das Ekel
- 1931: Der Herr Finanzdirektor
- 1931: Die Schlacht von Bademünde
- 1931: So’n Windhund
- 1931: Die Nacht ohne Pause
- 1931: Mein Leopold
- 1931: Der Hauptmann von Köpenick — Капитан из Кёпеника
- 1932: Ein toller Einfall
- 1932: Der Schützenkönig
- 1932: Husarenliebe
- 1932: Spione im Savoy-Hotel
- 1933: Hände aus dem Dunkel
- 1933: Lachende Erben